# 六樓后座2家屬謝禮
《六樓后座2家屬謝禮》是一部2008年上映的香港喜劇片電影，由女導演黃真真執導，是電影《六樓后座》（Truth or Dare）的續集。電影在2008年4月24日上映。
電影中年青演員搞派對時所玩的遊戲只是模仿曾志偉的「獎門人」遊戲，故此身為戲中一角的他看見年青人設計遊戲時一味模仿另一個「自己」，缺乏創意而深感不滿。

根據《電影檢查條例》，本片列為青少年及兒童不宜（IIB）。

## 主要演員
| 演員                   | 角色     | 關係/暱稱                            |
| 江若琳                 | 阿芝     | 阿謙女友 C君、陸永、彭爺&Bon Bon好友 |
| 田原                   | Kay      | 陸永女友 Pete前女友                  |
| 羅仲謙                 | 阿謙     | 阿芝男友                             |
| 陸永@農夫              | 陸永     | kay男友 阿芝、C君、彭爺&Bon Bon好友  |
| C君@農夫               | C君      | 阿芝、陸永、彭爺&Bon Bon好友         |
| 占@I Love You Boyz     | 彭爺     | 阿芝、陸永、C君&Bon Bon好友          |
| Donald@I Love You Boyz | Bon Bon  | 阿芝、陸永、彭爺&C君好友 死神男友    |
| 曾志偉                 | 萬生     | 殯儀館店主                           |
| 侯煥玲                 | Suzy     | 包租婆                               |
| 鄧梓峰                 | Suzy兒子 |                                      |
| 伍允龍                 | Pete     | Kay前男友                            |

## 客串
| 演員                                           | 角色   | 關係/暱稱   |
| 鄭融                                           | 死神   | Bon Bon女友 |
| 黃百鳴                                         | 黃百鳴 |             |
| Lollipop@F(敖犬、王子、小煜、小杰、阿緯、威廉) | 棒棒堂 | 大明星      |
| 林嘉欣                                         | Karena | 女作家      |
| 盧巧音                                         | Candy  |             |
| 周俊偉                                         | 梁Wing |             |
| 森美                                           | 美顏寶 |             |
| 范振鋒                                         | Peter  | 導演        |
| Freeze                                         | MV少女 |             |

## 外部連結
- 六樓后座2Blog - AliveNotDead （页面存档备份，存于）
- 香港影庫上《六樓后座2家屬謝禮》的資料（繁體中文）
- 開眼電影網上《六樓后座2家屬謝禮》的資料（繁體中文）
- 豆瓣电影上《六樓后座2家屬謝禮》的資料 （简体中文）
- 时光网上《六樓后座2家屬謝禮》的資料（简体中文）
- AllMovie上《六樓后座2家屬謝禮》的资料（英文）
- 爛番茄上《六樓后座2家屬謝禮》的資料（英文）
- 互联网电影数据库（IMDb）上《六樓后座2家屬謝禮》的资料（英文）